# Баранов, Пётр Ионович
Пётр Ионович Баранов (22 сентября 1892, Санкт-Петербург — 5 сентября 1933, Московская область) — советский военный и партийный деятель, один из главных создателей и организаторов Военно-Воздушного Флота и авиапромышленности СССР.

## Биография
Родился 10 (22) сентября 1892 года в Санкт-Петербурге в семье ломового извозчика Ионы Аввакумовича Баранова. Имел брата Фёдора, погибшего в боях (1919). Получил начальное образование. Трудиться начал с 12 лет посыльным в конторе.
В 1912 году вступил в РСДРП(б), а в 1913 году был выслан из Петербурга и лишён права жительства в крупных городах Российской империи.
В 1915 году был мобилизован в Российскую императорскую армию. В 1916 году за революционную агитацию был арестован и приговорён военно-полевым судом к восьми годам каторги, но после Февральской революции был освобождён.
В сентябре 1917 года работал председателем фронтового отдела Совета солдатских депутатов Румынского фронта, а с октября того же года являлся членом ревкома и комитета РСДРП(б) 8-й армии.
В 1918 году вступил в ряды РККА. С 7 по 20 апреля командовал Донецкой армией ДКР, отражавшей наступление австро-германских войск на Донбасс. С 1919 по 1920 годы последовательно был комиссаром штаба 4-й армии, членом РВС 8-й армии, Южной группы Восточного фронта, Туркестанского фронта, 1-й и 14-й армий.
В 1921 году работал начальником политотдела войск Украины и Крыма.
Являясь делегатом 10-го съезда партии, принимал участие в подавлении кронштадтского восстания и за проявленное мужество был награждён орденом Красного Знамени.
С 1921 по 1922 годы был членом РВС Туркестанского фронта и Среднеазиатского бюро ЦК ВКП(б). Командовал войсками Ферганской области. Руководил частями Красной Армии в военных действиях против басмачества, награждён военным орденом Хорезмской республики.
В 1923 году был назначен на должность начальника и комиссара бронесил РККА. В августе того же года был назначен на должность заместителя начальника, с 10 декабря 1924 года — исполнял обязанности начальника Военно-воздушных сил РККА (2 марта 1925 года назначен начальником). Возглавлял военно-воздушные силы до июня 1931 года. 15 апреля 1925 года в Москве Баранов подписал документ о создании немецкой авиационной школы «Липецк». Одновременно с 1925 по 1931 годы являлся членом РВС СССР.
В 1924—1925 годах — член Центральной контрольной комиссии РКП(б). С 1927 года — кандидат в члены ЦК ВКП(б).
В 1929—1930 под вымышленной фамилией возглавлял делегацию советских инженеров в США, закупавших машины для промышленности.
26 июля 1930 года во время сборов ВВС Московского военного округа на воронежском аэродроме Леонидом Миновым был выполнен показательный прыжок с парашютом, вслед за ним свои первые прыжки выполнили ещё несколько лётчиков. Выслушав доклад о ходе сборов, Баранов предложил «продемонстрировать выброску группы вооружённых парашютистов для диверсионных действий на территории „противника“». 2 августа того же года десант был выброшен в составе двух групп по 6 человек, первой группой руководил Минов, другой — его помощник Яков Мошковский. Этот день считается днём рождения Воздушно-десантных войск РККА.
С 6 июня 1931 года являлся членом президиума ВСНХ СССР и начальником Всесоюзного авиационного объединения. В январе 1932 года был назначен на должности заместителя наркома тяжёлой промышленности и начальника Главного управления авиационной промышленности. Произошло это по настоянию наркома тяжелой промышленности Серго Орджоникидзе. Он лично убедил в необходимости этого перевода Ворошилова, а потом и Сталина.
После этого стал вхож в узкий круг высших руководителей государства. В августе 1933 года присутствовал на даче Сталина на неформальном совещании по развитию авиации. На таких «вечеринках» за игрой в городки решались важнейшие вопросы. В частности, в тот раз по предложению Баранова было решено закупить зарубежную лицензию на авиационный двигатель воздушного охлаждения.
О роли личности Баранова в истории отечественной авиации свидетельствует А. Н. Туполев, вспоминавший о ситуации, сложившейся после гибели Петра Ионовича: «Трудно было, очень трудно. Помню, мы с М. М. Кагановичем приехали на один из больших комбинатов, создававшихся ещё при Петре Ионовиче. Больше половины строительства было законсервировано. Пётр Ионович задумал создать этот комбинат из ряда заводов: авиационного, моторного, агрегатного и завода каких-то деталей. После гибели Петра Ионовича строительство большинства из них не было начато».
Ещё короче высказался Александр Микулин, создатель двигателя М-34, одного из эпохальных проектов в истории отечественной авиации: «Дорогу моему мотору открыл покойный Баранов».
Погиб вместе с женой Беллой Моисеевной Барановой (урождённой Беркович, 1893—1933) 5 сентября 1933 года во время полёта на открытие авиазавода в Севастополе в авиационной катастрофе самолёта АНТ-7 под Подольском, квалифицированной как «нелепая и чудовищная». Урна с его прахом захоронена в Кремлёвской стене.

## Память
В честь Петра Ионовича Баранова были названы;
- ЦИАМ
- Омский моторный завод
- Нижегородский авиационно-технический колледж
- Нижегородский большой аэроклуб (НОУ ДПО Нижегородский Аэроклуб имени П. И. Баранова Общественно-государственной организации «ДОСААФ России»)[6]
- Центральный водно-моторный (водомоторный) клуб[7]
- остров в Карском море (шхеры Минина)[8]
- мыс Баранова (Карское море, Северная Земля, остров Большевик, мыс открыт и нанесён на карту в 1931 году экспедицией Г. А. Ушакова — Н. Н. Урванцева, тогда же присвоено название)[8].
- улица в Московском районе Нижнего Новгорода (недалеко от авиазавода «Сокол»)
- улица в Омске
- улица в Монино
- одна из площадей Рыбинска.
- В поселке Монино Московской области в 1967 году по решению начальника гарнизона маршала авиации Красовского С. А. на улице Баранова в честь создателя современных ВВС установлен бюст-памятник.
- В Нижнем Новгороде на улице Чаадаева (Московский район) напротив авиационно-технического колледжа установлен бюст.
- Александр Бек посвятил П. И. Баранову свой роман «Талант» («Жизнь Бережкова») по инициативе Воениздата. Сам П. И. Баранов стал прототипом одного из героев романа — Дмитрия Ивановича Родионова.
- В 2017 году Федеральным агентством связи и АО «Марка» в честь 125-летия со дня рождения П. И. Баранова выпущен посвященный ему художественный маркированный конверт. 22 сентября 2017 года во ФГУП «Центральный институт авиационного моторостроения имени П. И. Баранова» состоялась торжественная церемония памятного гашения конверта.
- Имя носила Батайская Первая Краснознамённая школы Гражданского Воздушного Флота.
- Имя носило Ленинградское училище инструментальной разведки зенитной артиллерии.
- в Крыму, в Симеизе по инициативе начальника Всесоюзного авиационного объединения П. И. Баранова, организовали санаторий, впоследствии названный его именем[9][10]

- Бюст П. И. Баранова в Нижнем Новгороде на улице Чаадаева (Московский район) напротив авиационно-технического колледжа
- Бюст П. И. Баранова, начальника ВВС РККА (Монино)

## Награды
- Орден Ленина (17.08.1933);
- Орден Красного Знамени (23.05.1921);
- Военный орден Хорезмской Народной Советской Республики;
- Золотая Звезда Бухарской Народной Советской Республики[11].